# Emmanuel Quatra
 (juin 2024).
Si vous disposez d'ouvrages ou d'articles de référence ou si vous connaissez des sites web de qualité traitant du thème abordé ici, merci de compléter l'article en donnant les références utiles à sa vérifiabilité et en les liant à la section « Notes et références ».
 (juin 2024).
La mise en forme du texte ne suit pas les recommandations de Wikipédia : il faut le « wikifier ».
Les points d'amélioration suivants sont les cas les plus fréquents. Le détail des points à revoir est peut-être précisé sur la page de discussion.
- Les titres sont pré-formatés par le logiciel. Ils ne sont ni en capitales, ni en gras.
- Le texte ne doit pas être écrit en capitales (les noms de famille non plus), ni en gras, ni en italique, ni en « petit »…
- Le gras n'est utilisé que pour surligner le titre de l'article dans l'introduction, une seule fois.
- L'italique est rarement utilisé : mots en langue étrangère, titres d'œuvres, noms de bateaux, etc.
- Les citations ne sont pas en italique mais en corps de texte normal. Elles sont entourées par des guillemets français : « et ».
- Les listes à puces sont à éviter, des paragraphes rédigés étant largement préférés. Les tableaux sont à réserver à la présentation de données structurées (résultats, etc.).
- Les appels de note de bas de page (petits chiffres en exposant, introduits par l'outil «  Source ») sont à placer entre la fin de phrase et le point final[comme ça].
- Les liens internes (vers d'autres articles de Wikipédia) sont à choisir avec parcimonie. Créez des liens vers des articles approfondissant le sujet. Les termes génériques sans rapport avec le sujet sont à éviter, ainsi que les répétitions de liens vers un même terme.
- Les liens externes sont à placer uniquement dans une section « Liens externes », à la fin de l'article. Ces liens sont à choisir avec parcimonie suivant les règles définies. Si un lien sert de source à l'article, son insertion dans le texte est à faire par les notes de bas de page.
- La présentation des références doit suivre les conventions bibliographiques. Il est recommandé d'utiliser les modèles {{Ouvrage}}, {{Chapitre}}, {{Article}}, {{Lien web}} et/ou {{Bibliographie}}. Le mode d'édition visuel peut mettre en forme automatiquement les références.
- Insérer une infobox (cadre d'informations à droite) n'est pas obligatoire pour parachever la mise en page.

Pour une aide détaillée, merci de consulter Aide:Wikification.
Si vous pensez que ces points ont été résolus, vous pouvez retirer ce bandeau et améliorer la mise en forme d'un autre article.
Emmanuel Quatra est un acteur et chanteur français né en 1963.

## Théâtre / Comédie musicale
- 2023/24 : Mamma Mia ! - Stage Entertainment France (Casino de Paris)
- 2022 : Zourou au delà des mots - Mélodie Molinaro (Avignon)
- 2018/19 : Chambre 113 - Michel Vittoz
- 2014/15 : Les Elans Ne Sont Pas Toujours Des Animaux Faciles - Laurent Serrano (Lucernaire 14 - Theatre Michel 15)
- 2013/14 : Tout Offenbach ou Presque - Alain Sachs
- 2010/11 : Avenue Q - Dominique Guillo (Bobino)
- 2000 : Les Nouvelles Aventures du Chat Botté - Laurent Serrano (tournée)
- 1998 : La Sœur de Jerry King - P. Peyran-Lacroix (tournée)
- 1997/98 : Le Chaperon rouge E.Schwartz - Laurent Serrano (tournée)
- 1997 : Dissonances M.Azema - N. Tthibaut (Festival d'Alès - Tournée Nationale)
- 1995 : Le Vrai et Le Faux O’Brien P.Monaco - P. Peyran-Lacroix
- 1994 Les Originaux Voltaire - Denis Podalydes (Théâtre National de Chaillot)
- 1994 : Comédies Eclairs J.Tardieu - C. Rist (tournée)
- 1994 : Le Legs Marivaux - S. Dangleterre (Avignon - Tournée)
- 1993 : Les Fausses Confidences Marivaux - C. Rist (Théâtre National de Chaillot)
- 1992 : La Veuve ou Le Traître Trahi Corneille - C. Rist (Théâtre de l'Athénée - tournée)
- 1992 : Bérénice Racine - C. Rist (Théâtre de l'Athénée - tournée)
- 1991 : Le Misanthrope Molière - C. Rist (Théâtre de l'Athénée - tournée)
- 1990 : Humeur d’Amour Cocteau-Piaf - J.P. Queret (Théâtre de la Michodière)
- 1989 : Fuente Ove Juna Lope de Vega - B. Jodorwski (Confluences)
- 1988 : Cinq Fenêtres sur Square J.C.Grumberg - Nordman / Grinevald
- 1987 : Tragédie Maïakowski - Gaudissart / Maillet

## Filmographie

### Cinéma
- 2019 : Deux Moi de Cédric Klapisch : Chef d'équipe entrepôt
- 2013 : La Cuisine de Dimitri Diatchenko
- 2012 : La Mer à boire de Jacques Maillot : Jérôme Damier
- 2010 : Les Voyages de Gulliver (Gulliver's Travels) de Rob Letterman : le Roi Léopold
- 2008 : Paris de Cédric Klapisch : Grand Nanar
- 2006 : Les Fragments d'Antonin de Gabriel Le Bomin : Simon Krief
- 2003 : Je reste ! de Diane Kurys : Benoît
- 2003 : Livraison à domicile de Bruno Delahaye : Rémy
- 2001 : Le Vélo de Ghislain Lambert de Philippe Harel :  Riccardo Fortuna
- 1999 : La Nouvelle Ève de Catherine Corsini : Frisé
- 1998 : La Mort du Chinois de Jean-Louis Benoît : Le guitariste Zeng
- 1996 : Dieu seul me voit de Bruno Podalydes
- 1994 : Daisy et Mona de Claude D'Anna
- 1991 : Les Heures claires de MC Ollier

### Moyen Métrage
- 2008 : Paname Follie's de Sophie Blanvillain

### Télévision
- 2019 : Un Avion sans elle - Pierre Vitral (épisodes 1, 2 et 3)
- 2018 : Commissaire Magellan La Belle Equipe - Stephan Kopecky
- 2016 : La Vengeance aux yeux clairs - David Morley
- 2015 : 10% - Antoine Garceau
- 2015 : La Loi d'Alexandre - Céline et Martin Guyot
- 2011: Camping Paradis - Bruno Garcia
- 2011 : Moi à ton âge - Bruno Garcia
- 2011 : A dix minutes des naturistes - Stéphane Clavier
- 2009/10 : Victor Sauvage -  P. Grandperret - A.Choquart
- 2010 : Les Bougon - Sam Karman
- 2008 : Dans l'assiette - Stéphan Kopecky
- 2008 : Rencontre avec un tueur - Claude Michel Rome
- 2008 : Pas de secret entre nous
- 2008 : Little Wenzhou - Sarah Levy
- 2007 : Maxime Ravel dans Chante !
- 2007 : Off Prime - Bruno Solo
- 2005 : Retrouver Sara - Claude D'Anna
- 2005 : Julie Lescaut - Instinct Paternel - Alain Wermus
- 2004 : Le Négociateur - Denis Amar
- 2004 : L'Insoumise - Ep 8, 9 & 10 Claude D'Anna
- 2003 : Caméra Café - Bruno Solo
- 2003 : L'Insoumise - Ep 4, 5, 6 & 7 Claude D'Anna
- 2002 : L'Insoumise - Ep 2 & 3 Claude D'Anna
- 2002 : Un petit Garçon silencieux - Sarah Levy
- 2002 : Les Femmes de la loi - A Bout de Force - Emmanuel Gust
- 2002 : Avocats & Associés - Christian Bonnet
- 2001 : L'Insoumise - Claude D'Anna
- 1998 : Eva Mag - Alain Sachs
- 1998 : Embarquement Immédiat - Aline Issermann
- 1996 : Baldipata et les petits riches - Claude D'Anna

## Doublage
- 2014 : Jimmy's Hall  - Ken Loach : Tommy (Mikel Murfi)
- 2014 : 99 Homes - Ramin Bahrani : Sheriff
- 2014 : 14, des Armes et des mots - Jan Peter : Vincenzo d'Aquila
- 2014 : Under the skin - Jonathan Glazer : Andy + Lonely Man + ambiances
- 2014 : Paradise Lost - Andrea Di Stefano : petits rôles + ambiances
- 2013 : Like father like son - Hirokazu Kore-eda : petits rôles + ambiances
- 2013 : Inside Llewyn Davis : Pappi Corsicato (Max Casella)
- 2012 : Dupa Dealuri - Cristian Mungiu : Policier
- 2012 : Lay the favorite - Stephan Frears : Scott
- 2012 : Captive - Brillante Mendoza : ambiances
- 2012 : Blanche-Neige et le Chasseur : Quert (Johnny Harris) + chansons
- 2012 : Person of interest : ambiances
- 2012 : Lady Vegas : Les Mémoires d'une joueuse : Scott (Wayne Péré)
- 2011 : Late Bloomers - Shibata Go : ambiances
- 2011 : CSI Miami, Episode 18 Saison 9 - Sam Hill : Patrick Clarkson
- 2011 : La Solitudine dei numeri primi - Saverio Costanzo : ambiances
- 2011 : Hop - Tim Hill : ambiances
- 2011 : Another Year - Mike Leigh : Tom's colleague
- 2010 : Last Night - Massy Tadjedin: Stuart (Scott Adsit)
- 2010 : Kaboom - Gregg Araki : The Messiah
- 2010 : Poetry - Chang-Dong Lee : Père du 6ème
- 2010 : Fair Game - Doug Liman : Jack (Michael Kelly)
- 2010 : Enter the void - Gaspart Noe : ambiances
- 2010 : Robin des Bois - Ridley Scott : child + ambiances
- 2009 : The Ghost Writer - Roman Polanski : ambiances
- 2009 : Sin nombre - Cary Joji Fukunaga : Horacio
- 2009 : A serious man - Joël Coen : Dick Dutton + ambiances
- 2009 : Planet 51 - Jorge Blanco, Javier Abad, Marcos Martinez - Glar + ambiances + chansons
- 2009 : Looking for Eric - Ken Loach : Travis + ambiances
- 2009 : Mister Nobody - Jaco Van Dormael : ambiances
- 2008 : In the electric mist - Bertrand Tavernier : ambiances
- 2008 : Commis d'office - Hannelore Cayre : ambiances
- 2008 : Transporter 3 - Olivier Megation : Crewman + ambiances
- 2008 : Secret sunshine - Chang-Dong Lee : ambiances
- 2008 : Dan in real life - Peter Hedges : Clay
- 2008 : Joyeux Noël - Christian Carion : ambiances
- 2008 : It's a free world - Ken Loach : ambiances
- 2008 : Return to the bronze forest - Frédéric Lepage : ambiances
- 2008 : Me and you and everyone we know - Miranda July : ambiances
- 2007 : Coup de foudre à Rhode Island : Clay Burns (Norbert Leo Butz)
- 2006 : Golden Hour - Emanuele Crialese : Doctor 1
- 2006 : Black Widower - Christopher Leich : ambiances
- 2005 : I'm not scared - Gabriele Salvatores : Remo
- 2005 : Nirgendwo in Africa - Caroline Link : Hubert
- 2005 : Where the truth lines - Antom Egoyan : ambiances
- 2004 : Traffic - Steven Soderbergh : Manolo